# Bodens BK
Bodens BK, Bodens Bandyklubb (BBK), bildades i Boden den 2 november 1916. Trots namnet har man ej längre bandy på programmet efter att bandysektionen lagts ned 1966. Klubben tog upp fotboll på programmet 1918. BBK är sedan 2007 en så kallad alliansförening, där sektionerna ombildats till egna föreningar med eget juridiskt ansvar och kvar i moderföreningen finns endast träningsanläggningen Rågraven samt varumärket. Till föreningen är för närvarande BBK Fotboll, BBK Handboll, BBK Orientering och Skidor samt BBK Sim anslutna.

## Fotboll
Bodens BK innehar åtta mästerskapstitlar, vilket utgör flest av alla deltagare, i Norrländska mästerskapet som spelades 1925–1953. Från mitten av 1950-talet fram till 1971 spelade klubben totalt åtta säsonger i Sveriges näst högsta division.
2002 vann Bodens BK Division 2 Norrland samt tog sig vidare i det efterföljande kvalspelet till Superettan 2003, vari man spelade under de tre kommande säsongerna. Säsongen 2005 ledde till degradering för klubben.
Säsongen 2006 spelade BBK i den nya Division 1 Norra, med uttalad målsättning att säkra en snabb återkomst till Superettan men slutade på åttonde plats i serien. 2007 avslutades på sjunde plats. BBK blev såväl 2006 som 2007 distriktsmästare i Norrbotten, bägge åren efter att ha finalbesegrat division 2-laget IFK Luleå.
Säsongen 2008 hamnade laget  på sista plats och flyttades ner till Division 2 Norrland. Sejouren i Division 2 blev dock bara ettårig då laget omgående vann sin serie 2009 och avancerade åter till Division 1. Säsongen 2010 lyckades laget att säkra nytt kontrakt i Division 1 för säsongen 2011. Bedriften skulle dock inte upprepas under 2011. BBK tillbringade större delen av säsongen under strecket och drogs under hösten dessutom med ekonomiska problem. Laget slutade näst sist i tabellen, nio poäng från säker mark.
De nästföljande åren skulle komma att tillbringas i Division 2 Norrland. 2012 kom laget att sluta femma i serien, obesegrade på hemmaplan. Säsongen därefter lyckades BBK endast lyckades vinna en enda match innan sommaruppehållet, men genomförde höstprogrammet 2013 obesegrat, med nio vinster på elva matcher, för att återigen sluta femma. 2014 utmynnade säsongen i en åttondeplats, varefter Ivan Nordqvist i samförstånd med ledningen valde att efter tre år lämna tränarjobbet. Han ersattes av Stuart Gibson, som 2011 fört upp Umeå FC till Superettan. Samma höst värvades tidigare stjärnmittfältaren från superettantiden Peter Gitselov som spelande assisterande tränare. Säsongenerna 2015 och 2016 slutade BBK på fjärde respektive femte plats i Division 2 Norrland.
I september 2016 beslutade Stuart Gibson och BBK att gå skilda vägar. Ny huvudtränare blev istället Peter Gitselov, som utöver sin roll som spelare och assisterande tränare i A-laget haft huvudansvaret för klubbens U21-lag, som han ledde till serieseger i division 5. Gitselovs kontrakt skrevs över två år med option till förlängning. Efter en sjunde plats i serien 2017 fick han dock i oktober samma år lämna jobbet i förtid. Den 25 oktober 2017 utsågs istället Tomas Eriksson till huvudtränare i BBK. Eriksson hade också spelat med klubben under tiden i Superettan och återvänt inför säsongen 2017, men tvingats avsluta den aktiva karriären under säsongens lopp på grund av skadeproblem.

## Spelare

### Truppen
| Nummer      | Land      | Spelare                     | Födelsedatum      | Kom från          | Moderklubb           |
| Målvakter   | Målvakter | Målvakter                   | Målvakter         | Målvakter         | Målvakter            |
| ----------- | --------- | --------------------------- | ----------------- | ----------------- | -------------------- |
| 1           | Sverige   | Simon Bandh                 | 29 september 1997 | FC Linköping City | Sävast AIF           |
| 44          | Sverige   | Rasmus Granholm-Fredriksson | 10 mars 2000      | Västerfärnebo AIK | Barkarö SK           |
| Försvarare  |           |                             |                   |                   |                      |
| 2           | Sverige   | Felix Gustavsson            | 22 augusti 1994   | JJK               | Haparanda FF         |
| 3           | Sverige   | Abdukarim Silla             | 11 september 1994 | Täfteå IK         | Älgarna-Härnösand IF |
| 5           | Sverige   | Andreas Wärja               | 26 augusti 1992   | Alviks IK         | Bodens BK            |
| 6           | Sverige   | Hampus Myske                | 25 september 1999 | FC Linköping City | Djurgårdens IF       |
| 17          | Sverige   | Anton Hallstensson          | 17 april 1998     | IFK Östersund     | Torsby IF            |
| 21          | Sverige   | Jonatan Vikström            | 4 maj 1999        | IFK Luleå         | Brändöns IF          |
| 35          | Sverige   | Linus Sahlin                | 29 mars 1997      | Steinkjer         | Kubikenborgs IF      |
| Mittfältare |           |                             |                   |                   |                      |
| 4           | Sverige   | Kevin Roberts               | 13 januari 1997   | Bodens BK U       | Sävast AIF           |
| 7           | England   | Josh Chatee                 | 7 oktober 1997    | IFK Luleå         | Reading              |
| 8           | Sverige   | Emanuel Swedi               | 16 december 2003  | Bodens BK U       | Bodens BK            |
| 9           | Sverige   | Adam Samuelsson             | 31 december 2003  | Bodens BK U       | Bodens BK            |
| 12          | Sverige   | Jack Nilsson                | 26 juli 2004      | Bodens BK U       | Sävast AIF           |
| 14          | Colombia  | Vincenzo Candela            | 28 september 1994 | Detroit City FC   | Real S.C.            |
| 15          | Sverige   | Saber Amine Hejai           | 3 december 2002   | Bodens BK U       | Bodens BK            |
| 16          | Nigeria   | Zishim Bawa                 | 16 mars 2002      | PSC Academy       | Nigeria              |
| 19          | Sverige   | Henrik Berlin               | 10 maj 2004       | Bodens BK U       | Notvikens IK         |
| 23          | Sverige   | Sargal Hejai                | 22 juli 2001      | Bodens BK U       | Bodens BK            |
| 33          | Sverige   | William Roberts             | 5 februari 2005   | Bodens BK U       | Sävast AIF           |
| Anfallare   |           |                             |                   |                   |                      |
| 10          | Liberia   | Sam Johnson                 | 6 maj 1993        | Vasalunds IF      | New Dream FC         |
| 11          | Sverige   | Renan Faustini              | 30 mars 2001      | Västerås SK       | IK Oden              |
| 20          | Sverige   | Nils Nilsson                | 26 november 1995  | IFK Luleå         | Gefle IF             |
| 77          | Argentina | Valentín Álvarez            | 26 maj 2000       | Sloboda Novi Grad | Argentina            |
| 88          | Sverige   | William Nordell             | 20 augusti 2002   | Ytterhogdals IK   | Bergs IK             |

### Resultat efter säsong
| \| Säsong \| Nivå i landets serier \| Division \| Del \| Placering \| Serierörelse \| \| ------ \| --------------------- \| ---------- \| -------------- \| --------- \| ------------------------------------------------- \| \| 1994 \| 4 \| Division 3 \| Norra Norrland \| 2 \| Uppflyttade \| \| 1995 \| 3 \| Division 2 \| Norrland \| 5 \| \| \| 1996 \| 3 \| Division 2 \| Norrland \| 5 \| \| \| 1997 \| 3 \| Division 2 \| Norrland \| 10 \| Nedflyttade \| \| 1998 \| 4 \| Division 3 \| Norra Norrland \| 1 \| Uppflyttade \| \| 1999 \| 3 \| Division 2 \| Norrland \| 8 \| \| \| 2000 \| 3 \| Division 2 \| Norrland \| 2 \| \| \| 2001 \| 3 \| Division 2 \| Norrland \| 2 \| \| \| 2002 \| 3 \| Division 2 \| Norrland \| 1 \| Uppflyttade efter kvalspel \| \| 2003 \| 2 \| Superettan \| \| 11 \| \| \| 2004 \| 2 \| Superettan \| \| 13 \| \| \| 2005 \| 2 \| Superettan \| \| 14 \| Nedflyttade \| \| 2006* \| 3 \| Division 1 \| Norra \| 8 \| \| \| 2007 \| 3 \| Division 1 \| Norra \| 7 \| \| \| 2008 \| 3 \| Division 1 \| Norra \| 14 \| Nedflyttade \| \| 2009 \| 4 \| Division 2 \| Norrland \| 1 \| Uppflyttade \| \| 2010 \| 3 \| Division 1 \| Norra \| 10 \| \| \| 2011 \| 3 \| Division 1 \| Norra \| 13 \| Nedflyttade \| \| 2012 \| 4 \| Division 2 \| Norrland \| 5 \| \| \| 2013 \| 4 \| Division 2 \| Norrland \| 5 \| \| \| 2014 \| 4 \| Division 2 \| Norrland \| 8 \| \| \| 2015 \| 4 \| Division 2 \| Norrland \| 4 \| \| \| 2016 \| 4 \| Division 2 \| Norrland \| 5 \| \| \| 2017 \| 4 \| Division 2 \| Norrland \| 7 \| \| \| 2018 \| 4 \| Division 2 \| Norrland \| 1 \| Uppflyttade \| \| 2019 \| 3 \| Division 1 \| Norra \| 14 \| Nedflyttade \| \| 2020 \| 4 \| Division 2 \| Norrland \| 2 \| Förlorade avgörande kvalomgång mot Åtvidabergs FF \| \| 2021 \| 4 \| Division 2 \| Norrland \| 3 \| \| \| 2022 \| 4 \| Division 2 \| Norrland \| 1 \| Uppflyttade \| \| 2023 \| 3 \| Division 1 \| Norra \| \| \| * 2006 skedde en omstrukturering av Sveriges fotbollsligor genom bildandet av Division 1 i fotboll för herrar som tredje nivå i Sveriges serier. Division 2 och lägre flyttades därmed ned ett steg i seriesystemet. |                       |            |                |           |                                                   |
| Säsong | Nivå i landets serier | Division   | Del            | Placering | Serierörelse                                      |
| 1994 | 4                     | Division 3 | Norra Norrland | 2         | Uppflyttade                                       |
| 1995 | 3                     | Division 2 | Norrland       | 5         |                                                   |
| 1996 | 3                     | Division 2 | Norrland       | 5         |                                                   |
| 1997 | 3                     | Division 2 | Norrland       | 10        | Nedflyttade                                       |
| 1998 | 4                     | Division 3 | Norra Norrland | 1         | Uppflyttade                                       |
| 1999 | 3                     | Division 2 | Norrland       | 8         |                                                   |
| 2000 | 3                     | Division 2 | Norrland       | 2         |                                                   |
| 2001 | 3                     | Division 2 | Norrland       | 2         |                                                   |
| 2002 | 3                     | Division 2 | Norrland       | 1         | Uppflyttade efter kvalspel                        |
| 2003 | 2                     | Superettan |                | 11        |                                                   |
| 2004 | 2                     | Superettan |                | 13        |                                                   |
| 2005 | 2                     | Superettan |                | 14        | Nedflyttade                                       |
| 2006* | 3                     | Division 1 | Norra          | 8         |                                                   |
| 2007 | 3                     | Division 1 | Norra          | 7         |                                                   |
| 2008 | 3                     | Division 1 | Norra          | 14        | Nedflyttade                                       |
| 2009 | 4                     | Division 2 | Norrland       | 1         | Uppflyttade                                       |
| 2010 | 3                     | Division 1 | Norra          | 10        |                                                   |
| 2011 | 3                     | Division 1 | Norra          | 13        | Nedflyttade                                       |
| 2012 | 4                     | Division 2 | Norrland       | 5         |                                                   |
| 2013 | 4                     | Division 2 | Norrland       | 5         |                                                   |
| 2014 | 4                     | Division 2 | Norrland       | 8         |                                                   |
| 2015 | 4                     | Division 2 | Norrland       | 4         |                                                   |
| 2016 | 4                     | Division 2 | Norrland       | 5         |                                                   |
| 2017 | 4                     | Division 2 | Norrland       | 7         |                                                   |
| 2018 | 4                     | Division 2 | Norrland       | 1         | Uppflyttade                                       |
| 2019 | 3                     | Division 1 | Norra          | 14        | Nedflyttade                                       |
| 2020 | 4                     | Division 2 | Norrland       | 2         | Förlorade avgörande kvalomgång mot Åtvidabergs FF |
| 2021 | 4                     | Division 2 | Norrland       | 3         |                                                   |
| 2022 | 4                     | Division 2 | Norrland       | 1         | Uppflyttade                                       |
| 2023 | 3                     | Division 1 | Norra          |           |                                                   |

### Hemmaarena och publik
Från juni 2008
- Boden Arena, invigd i juni 2008. Den efterträdde den tidigare hemmaarenan Björknäsvallen. Arenan är belagd med uppvärmt och elbelyst konstgräs, samt har utrustats med moderna publikutrymmen. Boden Arena får statusen Fifa 2 Star, godkänd för internationellt spel (till exempel landskamper).
- Kapacitet: 5200 (alla sittande).
- Planmått: 105x68 meter.
- Publikrekord, tävlingsmatch: 5019 mot IFK Luleå i Division 2 Norra Norrland den 8 augusti 2009.

Mellan 1961 och maj 2008
- Björknäsvallen, invigd 1961. Den efterträdde den tidigare hemmaarenan "Bandyvallen", som låg i närheten.
- Kapacitet: 10 000 (1500 sittande).
- Planmått: 110x65 meter (gräs).
- Publikrekord, träningsmatch: 7163 mot Aston Villa den 29 juli 2003.
- Publikrekord, tävlingsmatch: 6459 mot AIK i Superettan 2005.

Före 1961
- Bandyvallen, som låg i närheten av Björknäsvallen.
- Kapacitet: -.
- Planmått: - (gräs).
- Publikrekord, träningsmatch: -.
- Publikrekord, tävlingsmatch: -.

## Ishockey
Klubben bedrev tidigare ishockey. Från 1956 till 1976 spelade klubben oavbrutet i den näst högsta divisionen under sitt eget namn. Säsongen 1976/1977 slogs ishockeysektionen av ekonomiska skäl samman med ishockeysektionen i Svartbjörnsbyns IF och tog namnet BBK/Björns. Det från början framgångsrika samarbetet, som gav playoff-plats säsongerna 1976/1977, 1977/1978 och 1978/1979, upphörde dock efter den misslyckade säsongen 1979/1980, där laget missade playoff för första gången sedan spelformen infördes säsongen 1975. Ishockeyn hette från 1980 återigen Bodens BK, ofta populärt BBK Hockey. Detta gällde sedan till och med säsongen 1987/1988 då ishockeysektionen bröt sig ur och bildade Bodens IK. BIK gick dock i konkurs under hösten 2005. Ett kort tag fördes vissa diskussioner om att ishockeyn åter skulle tas upp som en sektion i BBK, men istället bildades en ny klubb: Bodens HF. Noterbart är att ortens ishockeylag, oavbrutet spelade i den näst högsta divisionen i 49 år, från 1956 till 2005, om än under olika namn.
Bodens BK blev säsongen 1960/61 det första norrbottniska laget att vinna Division II Norra A, på den tiden den näst högsta serienivån. Boden slutade serien med 25 poäng med 12 vunna matcher, 1 oavgjord, 3 förlorade matcher och med en målskillnad av 94-57. BBK kvalificerade sig för kvalspel men tog sig inte upp till Allsvenskan. Bland målskyttarna utmärkte sig Bengt-Åke Sundberg (17 mål), Tommy Engström (14 mål) och Ingvar Carlstén (12 mål).

### Säsonger
Data till tabellen nedan är hämtade från Elite Prospects. Ytterligare källor och detaljer finns i säsongsartiklarna länkade i andra kolumnen.
| Säsong     | Division            | Placering | Playoff/kval/m.m.                          |
| Bodens BK  | Bodens BK           | Bodens BK | Bodens BK                                  |
| ---------- | ------------------- | --------- | ------------------------------------------ |
| 1956/1957  | Division II Norra A | 3         |                                            |
| 1957/1958  | Division II Norra A | 4         |                                            |
| 1958/1959  | Division II Norra A | 2         |                                            |
| 1959/1960  | Division II Norra A | 3         |                                            |
| 1960/1961  | Division II Norra A | 1         | 3:a i kvalserien                           |
| 1961/1962  | Division II Norra A | 4         |                                            |
| 1962/1963  | Division II Norra A | 7         |                                            |
| 1963/1964  | Division II Norra A | 3         |                                            |
| 1964/1965  | Division II Norra A | 8         |                                            |
| 1965/1966  | Division II Norra A | 5         |                                            |
| 1966/1967  | Division II Norra A | 7         |                                            |
| 1967/1968  | Division II Norra A | 3         |                                            |
| 1968/1969  | Division II Norra A | 2         |                                            |
| 1969/1970  | Division II Norra A | 2         |                                            |
| 1970/1971  | Division II Norra A | 2         |                                            |
| 1971/1972  | Division II Norra A | 3         |                                            |
| 1972/1973  | Division II Norra A | 3         |                                            |
| 1973/1974  | Division II Norra A | 7         |                                            |
| 1974/1975  | Division II Norra A | 5         |                                            |
| 1975/1976  | Division I Norra    | 3         | Playoff: Utslagna av Karlskoga             |
| BBK/Björns |                     |           |                                            |
| 1976/1977  | Division I Norra    | 3         | Playoff: Utslagna av Karlskoga             |
| 1977/1978  | Division I Norra    | 4         | Playoff: Utslagna av Karlskoga             |
| 1978/1979  | Division I Norra    | 3         | Playoff: Utslagna av Södertälje            |
| 1979/1980  | Division I Norra    | 5         |                                            |
| Bodens BK  |                     |           |                                            |
| 1980/1981  | Division I Norra    | 4         | Playoff: Utslagna av Strömsbro             |
| 1981/1982  | Division I Norra    | 8         |                                            |
| 1982/1983  | Division I Norra    | 7         |                                            |
| 1983/1984  | Division I Norra    | 6         | 5:a i fortsättningsserien                  |
| 1984/1985  | Division I Norra    | 9         | 7:a i fortsättningsserien 2:a i kvalserien |
| 1985/1986  | Division I Norra    | 9         | 5:a i fortsättningsserien                  |
| 1986/1987  | Division I Norra    | 9         | 5:a i fortsättningsserien                  |

## Handboll
Klubben har en sektion för handboll. Damlaget spelar i division ett. Klubben har även ett herrlag som spelar i Sveriges näst högsta serie, allsvenskan. De har även norrlands största ungdomssektion.

## Andra grenar

### Bandy
Bandysektionen lades ner 1966. Ändå har klubben behållit namnet Bodens Bandyklubb.

### Basket
Klubben vann damernas J-SM säsongen 1965/1966.

### Längdskidåkning
Klubben tävlade tidigare i längdskidåkning. 
Klubbens störste, och en av Norrbottens största, genom tiderna: Sven Utterström vann:
- OS-guld på 18 km (1932)
- VM-guld på 50 km (1930)
- VM-guld i stafett (1933)
- Vasaloppet (1925 & 1928)

Emil Wikström åkte också längdskidåkning för Bodens BK och blev ganska ofta 3:a efter Utterström och Stoltz.

### Orientering
Klubben har en sektion för orientering.

### Simsport
Klubben har en sektion för simsport som heter Bodens BK Simning men brukar bara kallas BBK-sim.